# Miconia macrantha
Miconia macrantha är en tvåhjärtbladig växtart som beskrevs av José Jéronimo Triana. Miconia macrantha ingår i släktet Miconia och familjen Melastomataceae. Inga underarter finns listade i Catalogue of Life.